# Flávia Cazziolato
Flavia Cazziolato, destacada deportista brasileña de la especialidad de Natación que fue campeona suramericana en Medellín 2010.

## Trayectoria
La trayectoria deportiva de Flavia Cazziolato se identifica por su participación en los siguientes eventos nacionales e internacionales:

### Juegos Suramericanos
Fue reconocido su triunfo de sobrepasar la marca en los Juegos en Estilo Libre 50 m Mujeres con una marca de 00:25.51 en los juegos de Medellín 2010.

#### Juegos Suramericanos de Medellín 2010
Su desempeño en la novena edición de los juegos, se identificó por ser la nonagésimo cuarto deportista con el mayor número de medallas entre todos los participantes del evento, con un total de 2 medallas:

- , Medalla de oro: Swimming 50 m Freestyle Women
- , Medalla de oro: Natación Relevo 4 × 100 m Libre Mujeres